# Лиственница американская
Ли́ственница америка́нская (лат. Lárix laricína) —  вид хвойных деревьев из рода Лиственница (Larix) семейства Сосновые (Pinaceae).
В Европу завезена в 1737 году, в Россию, вероятно, в начале XIX века. В Западной Европе по характеру ветвления и длительности охвоения признаётся одной из лучших декоративных лиственниц, хотя культивируется редко.

## Распространение и экология
В природе ареал вида охватывает всю территорию Канады и северо-восточные районы США.
Произрастает от тундр на севере до широколиственных лесов и прерий на юге.
На севере приурочена к хорошо дренированным участкам, берегам рек и озёр, образует обширные чистые насаждения и смешанные с пихтой бальзамической (Abies balsamea), елью чёрной (Picea mariana), тсугой канадской (Tsuga canadensis), берёзой бумажной (Betula papyrifera),  Populus trichocarpa и другими деревьями; южнее чаще растёт по прохладным болотистым низинам и сфагновым болотам, при этом главными спутниками её здесь являются также ель чёрная и пихта бальзамическая. В горах наиболее часто встречается по теневым склонам.
Растёт медленнее других лиственниц.

## Ботаническое описание

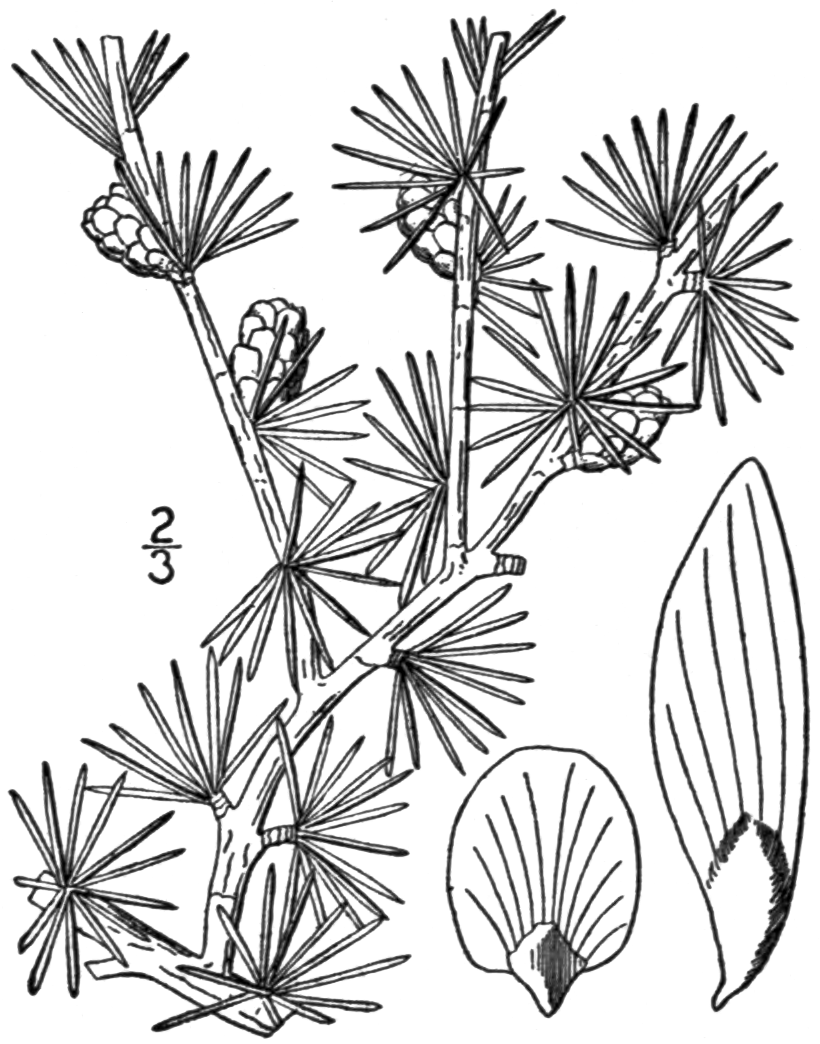
Ботаническая иллюстрация из книги «An Illustrated Flora of the Northern United States, Canada and the British Possessions», 1913

Дерево высотой 12—24 (до 30) м и диаметром ствола 30—60 см. Крона конусовидная, образована змеевидно-изогнутыми ветвями первого порядка и мелкими свисающими побегами. Кора молодых побегов оранжево-коричневая или буро-жёлтая, голая или редко опушённая, с сизоватым налётом; на старых стволах — серая до красновато-коричневой, тонкая, мелко-чешуйчатая,
Почки красноватые, открываются позднее, чем у других видов лиственницы. Хвоя длиной от 6 до 40, обычно 15—30 мм, шириной 0,5—0,6 мм.
Шишки продолговато-овальные, длиной 10—20 мм, до созревания фиолетово-красные, зрелые каштаново-коричневые, сухие, узко раскрытые; покрыты 13—38 семенными чешуями, расположенными в три — четыре ряда. Семенные чешуи голые, со слегка загнутым внутрь мелкозубчатым верхним краем; кроющие чешуи высовываются из-за семенных только у основания шишек. Семена длиной 3 мм, с светло-коричневым крылом длиной около 6 мм. В 1 кг около 200 тысяч семян.
Цветёт в средине мая одновременно с распусканием хвои. Плодоношение раз в два — четыре года.
| |  |
| Слева направо: Весенний побег со старыми шишками и молодой хвоей. Летний побег с зрелой хвоей, старой и молодой шишками. |  |

## Таксономия
Вид Лиственница американская входит в род Лиственница (Larix) семейства Сосновые (Pinaceae) порядка Сосновые (Pinales).
|  |               |  |                          |                          |                    |  | ещё 6 семейств | ещё 6 семейств |                              |  |  |  | ещё 11 видов |
|  |               |  |                          |                          |                    |  | ещё 6 семейств | ещё 6 семейств |                              |  |  |  | ещё 11 видов |
|  |               |  |                          | порядок Сосновые         |                    |  |                |                | род Лиственница              |  |  |  |              |
|  |               |  |                          | порядок Сосновые         |                    |  |                |                | род Лиственница              |  |  |  |              |
|  | отдел Хвойные |  |                          |                          | семейство Сосновые |  |                |                | вид Лиственница американская |  |  |  |              |
|  | отдел Хвойные |  |                          |                          | семейство Сосновые |  |                |                |                              |  |  |  |              |
|  |               |  | ещё три вымерших порядка | ещё три вымерших порядка |                    |  |                | ещё 10 родов   | ещё 10 родов                 |  |  |  |              |
|  |               |  |                          | ещё три вымерших порядка |                    |  |                |                | ещё 10 родов                 |  |  |  |              |